# Suara Róbert
Suara Róbert (Pozsony, 1911. április 2. – Budapest, 1990. november 18.) nyelvész, az orosz nyelv elismert szakértője, számos nyelvkönyv szerzője és társszerzője. Kiemelkedő szerepet játszott az orosz nyelv oktatásának módszertani fejlesztésében és népszerűsítésében Magyarországon.

## Élete
Suara Carmelito, a pozsonyi földmérési hivatal kataszteri mérnöke és Häckel Lujza gyermekeként született. 1937-ben házasságot kötött Moravek Erzsébet zenetanárral. Fia, ifjabb Suara Róbert (1940) térképész.

### Tanulmányai
Tanulmányait Pozsonyban végezte, érettségi vizsgáját 1929-ben a pozsonyi magyar tanítási nyelvű reálgimnáziumban tette le. A pozsonyi Komenský Tudományegyetemen szerzett magyar–francia szakos tanári diplomát 1934-ben, majd középiskolai tanári oklevelet 1936-ban. 1931-ben Franciaországban folytatott tanulmányokat. 1950-ben pártiskolát végzett, 1954-ben pedig az ELTE Lenin Intézetében tett államvizsgát párttörténetből.

### Pályafutása
1936-tól 1940-ig a beregszászi gimnáziumok tanára volt, ahol egy ideig igazgatói titkári feladatokat is ellátott. Az első bécsi döntésig a csehszlovák hadseregben szolgált. 1940-től a Vallás- és Közoktatásügyi Minisztérium kárpátaljai tanügyi osztályán dolgozott, egészen 1944-ig.
A második világháború végén szovjet hadifogságba került, ahol a magyar hadifoglyok antifasiszta vezetőjeként és tolmácsként tevékenykedett. Hazatérése után Magyarországra települt, és 1948-tól a székesfehérvári Ybl Miklós Gimnáziumban tanított. 1949-ben a Táncsics Mihály Népi Kollégium igazgatója, később pedig a székesfehérvári tankerületi főigazgatóság középiskolai és kollégiumi előadója lett.
1950-től az Oktatásügyi Minisztériumban, majd a Felsőoktatási Minisztériumban dolgozott különböző vezetői pozíciókban. Az Idegen Nyelvek Főiskolájának orosz tanszékét 1954-től vezette, 1956-tól pedig az ELTE TTK Nyelvi Lektorátusának élén állt.
Suara kutatásainak középpontjában az orosz nyelv oktatásának módszertani és didaktikai kérdései álltak. Számos orosz nyelvkönyvet, egyetemi tankönyvet és szöveggyűjteményt írt és szerkesztett. Részt vett a Hadrovics–Gáldi-féle orosz–magyar és magyar–orosz szótárak szerkesztésében.
Tagja volt az Oktatásügyi Minisztérium Orosz és Idegen Nyelvoktatási Bizottságának, valamint a Módszertani Bizottságnak.

## Halála
1990. november 18-án hunyt el Budapesten. Temetése december 4-én volt a Farkasréti temetőben. Budapesten, a XII. kerületi Hajnóczy József utcában élt és dolgozott.

## Művei
- Orosz nyelvkönyv haladók számára pedagógiai vonatkozásokkal. (Bp., 1951)
- Tapasztalatok az egyetemi nyelvoktatás terén. (Felsőoktatási Szemle, 1958)
- Egységes orosz nyelvi jegyzet természettudományi karai hallgatók számára. Zavadovszky Vladimirnével. (Bp., 1958 és utánnyomások 1959–1968)
- Orosz nyelvkönyv tanfolyamok és magántanulók számára.
  - I. kötet Szabó Lajossal. (Tanuljunk nyelveket! Bp., 1958)
  - II. kötet (Bp., 1959)
- Francia szakszövegek matematikus hallgatók számára. (Az ELTE kiadványa. Bp., 1961 és utánnyomások: 1962–1969)
- Orosz nyelvű szakszöveggyűjtemény biológia–kémia szakos hallgatók számára. (Az ELTE kiadványa. Bp., 1961 és utánnyomások: 1962–1969)
- Orosz nyelvkönyv a gimnáziumok 4. osztálya számára. Kísérleti tankönyv. Seprődi Lászlóval. Ill. Rogán Miklós. (Bp., 1961)
- Orosz társalgási jegyzet az Agrártudományi Egyetem és a Mezőgazdasági Akadémiák hallgatói számára. (Az ATE kiadványa. Gödöllő, 1962)
- Orosz szakszöveggyűjtemény geológus hallgatók számára. (Az ELTE kiadványa. Bp., 1962)
- Knyiga dlja cstenyija. Szöveggyűjtemény a gimnáziumok orosz tagozatú osztályai számára. Ill. Márffy Albin. (Bp., 1963 és utánnyomások: 1964–1971)
- Kisiskolások képes orosz nyelvkönyve. 8–10 éves gyermekek számára. Seprődi Lászlóval. Ill. Szecskó Tamás. (Bp., 1963)
- A korszerű nyelvoktatás kérdései. Szerk. Hegedűs Józseffel. (A Marx Károly Közgazdaság-tudományi Egyetem Közleményei. 8. Bp., 1965)
- Orosz nyelvű szakszöveggyűjtemény. Márkus Jánosnéval. (Bp., 1965)
- Orosz szöveggyűjtemény. Árvai Jánosnéval. (Bp., 1965)
- Képes orosz nyelvkönyv gyermekeknek. Seprődi Lászlóval. Kisiskolások képes orosz nyelvkönyve. 2. kiadása. (Bp., 1966)
- A nyelvi tananyag programozásának néhány problémája. (Magyar Pedagógia, 1966)
- Az orosz nyelvtan táblázatos összefoglalása. Összeáll. (Bp., 1966)
- Ucsityesz govority po-russzki. Orosz nyelvi tankönyv felnőttek iskolánkívüli tanfolyama számára. I–II. köt. Szerk. Deák Józsefnével. (Bp., 1966 és utánnyomások: 1967–1973)
- Hogyan oktassunk idegen nyelveket műszakiak számára? (A MTESZ kiadványa. Bp., 1967)
- A korszerű orosznyelv-oktatásért. Az I. Országos Orosznyelv-oktatási Konferencia előadásai. A konferenciát rendezte és az előadásokat szerk. Banó Istvánnal és Tálasi Istvánnéval. (Bp., 1968)
- Orosz nyelvkönyv az orosz tagozatú általános iskolák 3–4. osztálya számára. Szalai Károllyal. Ill. Szecskó Tamás. (Szakosított tantervű általános iskolák tankönyve. Bp., 1968 és utánnyomások 1969–1986)
- Orosz nyelvkönyv az orosz tagozatú általános iskolák 5. osztálya számára. Szalai Károllyal. Ill. Rogán Ágnes és Rogán Miklós. (Szakosított tantervű általános iskolák tankönyve. Bp., 1968 és utánnyomások 1969–1986)
- Orosz nyelvkönyv az orosz tagozatú általános iskolák 6. osztálya számára. Szalai Károllyal. Ill. Rogán Ágnes és Rogán Miklós. (Szakosított tantervű általános iskolák tankönyve. Bp., 1968 és utánnyomások 1969–1986)
- Orosz nyelvkönyv az orosz tagozatú általános iskolák 7. osztálya számára. Kovács Jánossal. Ill. Szecskó Tamás. (Szakosított tantervű általános iskolák tankönyve. Bp., 1969 és utánnyomások 1970–1986)
- Orosz nyelvkönyv az orosz tagozatú általános iskolák 8. osztálya számára. Szalai Károllyal. Ill. Szecskó Tamás. (Szakosított tantervű általános iskolák tankönyve. Bp., 1969 és utánnyomások 1970–1986)
- Tanári kézikönyv az orosz nyelv tanításához a szakosított tantervű általános iskolák 3. és 4. osztályában. (Bp., 1970)
- Orosz társalgási és külkereskedelmi nyelvkönyv. Bokor Rezsőnével és Horváth Gézával. (Bp., 1971)
- Orosz nyelvtani jegyzet. (A Marx Károly Közgazdaság-tudományi Egyetem Nyelvi Tanszék kiadványa. Bp., 1973 és utánnyomások: 1974–1982)
- Korszerű nyelvoktatás. Szerk. Pajor Lajossal. (Felsőoktatási pedagógiai tanulmányok. Bp., 1975)
- Kevés szóval oroszul. (Kevés szóval. Bp., 1977)
- Tankönyvírás és szituáció. (A szituáció szerepe az idegennyelvek oktatásában. A TIT Idegennyelv-oktatási Tanácsa konferenciája. Aggtelek, 1972. márc. 28–30. Szerk. Szentiványi Ágnes. Bp., 1979)
- Orosz nyelvkönyv a természettudományi és műszaki nyelvet tanulók számára. I–II. köt. (Bp.–Moszkva, 1979)
- Orosz nyelvkönyv a Marx Károly Közgazdaság-tudományi Egyetem számára. Szerk. Gorodilova, G.-vel. (Bp., 1980)
- Felsőfokú orosz társalgási és külkereskedelmi nyelvkönyv. Bokor Rezsőnével. (Bp., 1980)
- Borev, Jurij: Az esztétika kategóriái. (Bp., 1959) (fordította: Suara Róbert)
- Orosz nyelvi kalauz magyarajkú kezdők számára. Szerk. Fodor Judit és Golovacsova, T. Ford. S. R. (Bp.–Moszkva, 1986).